# Jorge de Figueiredo Dias
Jorge de Figueiredo Dias GC C (Viseu, 30 de Setembro de 1937) é um jurista português, foi professor catedrático de Direito Penal na Faculdade de Direito da Universidade de Coimbra, e é considerado por muitos o pai do Código Penal português atual, com vasta obra publicada. No entanto, esse epíteto é desmentido pelo próprio, ao ponto de afastar tal qualificação, pois sublinha que a criação do Código Penal Português foi do seu Mestre e Professor Eduardo Correia. O mesmo é referido pelo Professor José de Faria Costa, in Noções Fundamentais de Direito Penal, 4.ª edição, 2015, pp. 156. 
Jorge de Figueiredo Dias ocupa também o cargo de Presidente do Instituto de Direito Penal Económico e Europeu. É também professor visitante da Faculdade de Direito da Universidade de Macau.

## Percurso profissional
- Professor catedrático de Direito Penal, Processo Penal e Ciência Criminal da Faculdade de Direito da Universidade de Coimbra
- Presidente do Conselho Científico da Faculdade de Direito da Universidade de Coimbra, desde 1999
- Presidente da Assembleia de Representantes da Faculdade de Direito da Universidade de Coimbra de 1989 a 1999
- Presidente do Conselho Directivo da Faculdade de Direito da Universidade de Coimbra de 1986 a 1988
- Presidente do Conselho Pedagógico da Faculdade de Direito da Universidade de Coimbra de 1979 a 1986
- Membro eleito do Senado da Universidade de Coimbra em representação dos professores de 1995 a 1997 e de 1999 até ao presente
- Professor-coordenador da área de Ciências Criminais (Curso do Porto) e membro do Conselho Científico da Faculdade de Direito da Universidade Católica Portuguesa
- Professor visitante e membro do Conselho Científico da Faculdade de Direito de Macau
- Professor responsável e Presidente do Conselho de Direcção do Instituto de Direito Penal Económico e Europeu (Faculdade de Direito da Universidade de Coimbra) desde a sua fundação em1996
- Membro da Unidade Científica e da Comissão Instaladora do Departamento de Ciências Jurídicas do Instituto Superior Bissaya-Barreto de Coimbra
- Professor convidado da Universidade de Paris I, Panthéon – Sorbonne, onde regeu, em 1996, uma disciplina do Curso de Doutoramento sobre “La politique criminelle aux pays ibériques”
- Professor convidado da Faculdade de Direito da Universidade Católica de Santiago (Chile).
- Presidente da Comissão de Reforma da Legislação Penal e Processual Penal Portuguesa (desde 1983 a 1996), sob cuja égide foram elaborados o novo Código de Processo Penal português (1987) e a Reforma do Código Penal (1995)
- Autor dos Anteprojectos de Código Penal e de Código de Processo Penal de Macau
- Presidente, de 1990 a 2000, da Fondation Internationale Pénale et Pénitentiaire (sede em Berna)
- Vice-Presidente, desde 1996, do Conselho de Direcção da Société Internationale de Défense Sociale (sede em Milão), para o qual foi eleito em 1993
- Membro, desde 1984, do Conselho de Direcção da Association Internationale de Droit Pénal (sede em Paris)
- Membro, desde 1994, do Conselho de Direcção da Société Internationale de Criminologie, tendo sido, de 1988 a 1994, vice-presidente do Conselho Científico desta sociedade (sede em Paris)
- Membro do Conseil Scientifique Criminologique du Conseil de l'Europe (1984-1988)
- Fundador (1990) e director da Revista Portuguesa de Ciência Criminal
- Redactor, desde 1970, da Revista de Legislação e de Jurisprudência (Coimbra)
- Membro do Conselho Consultivo da Zeitschrift für die gesamte Strafrechts-wissenschaft (Alemanha)
- Membro do Conselho Redactorial da Revue internationale de criminologie et de police téchnique (Suíça)
- Membro do Conselho Redactorial do European Journal of Crime, Criminal Law and Criminal Justice (Bélgica)
- Nomeado em Janeiro de 1979, por escolha do Presidente da República Portuguesa, membro da Comissão Constitucional, funções que exerceu até à extinção do órgão em 1983.
- Membro do Conselho de Estado por escolha e nomeação do Presidente da República (1982 a 1986)
- Inscrito como Advogado na comarca de Coimbra de 1970 a 1987. Exerce a actividade de Jurisconsulto desde 1963.
- Membro da Comissão de Acompanhamento da criação de uma Unidade Orgânica da Universidade de Aveiro em Viseu (1999)

Foi, em 1984, condecorado por Sua Excelência o Presidente da República com a Grã-Cruz da Ordem de Cristo.
Fez parte do núcleo de fundadores do Partido Popular Democrático / Partido Social-Democrata, em Maio de 1974. Foi membro da sua Comissão Política Nacional até 1977 e seu Vice-Presidente entre 1996 e 1997.
Foi deputado à Assembleia da República de 1976 a 1978, tendo desempenhado durante algum tempo as funções de Vice-Presidente do respectivo Grupo Parlamentar e feito parte da Comissão de Negócios Estrangeiros da Assembleia e da Union Interparlementaire.
Foi designado membro do Conselho Directivo da Fundação Luso-Americana para o Desenvolvimento por despacho de Sua Excelência o Primeiro-Ministro de Março de 1988. Por designações sucessivas continuou até ao presente a desempenhar esse lugar.
Foi Presidente da Assembleia Geral da Caixa Geral de Depósitos de 1997 a 1999, membro do Conselho Geral do Banco Português de Investimento em nome da Fundação Luso-Americana (1997-2000) e é Presidente do Conselho Fiscal daquela mesma instituição bancária desde 2000.
Fez parte, como membro e como arguente, de inúmeros júris de provas de Mestrado, Doutoramento e Concursos para professores universitários, em Portugal e no estrangeiro
Orientou inúmeras dissertações, investigações e estudos científicos, praticamente na totalidade das Faculdades de Direito portuguesas e em algumas estrangeiras, nas áreas da sua especialidade.
Fez parte da Comissão Externa de avaliação da Faculdade de Direito da Universidade Federal de São Paulo (1998)
Foi nomeado Sócio Emérito do Instituto Brasileiro de Ciências Criminais (São Paulo, 2001)
Proferiu conferências em Universidades, Institutos Universitários, colégios de advogados, de magistrados e de médicos portugueses, macaenses, cabo-verdeanos, angolanos, brasileiros, espanhóis, alemães, austríacos, franceses, italianos, suíços, belgas, holandeses, checoslovacos, noruegueses, chilenos e argentinos